# Rietveld Vijfje
Het Rietveld Vijfje is de tweede Nederlandse € 5-herdenkingsmunt uitgebracht in 2013. Het is de eerste € 5-munt waar koning Willem-Alexander op afgebeeld staat. De eerste slag van deze munt vond plaats op 17 juni in het gebouw van de Koninklijke Nederlandse Munt. Vanwege het thema van het Rietveld Schröderhuis werd de eerste slag verricht door Mieke Rietveld, de kleindochter van Gerrit Rietveld. Zij verrichtte de eerste slag in het gebouw van de Koninklijke Nederlandse munt in het bijzijn van staatssecretaris van Financiën Frans Weekers en muntmeester Maarten Brouwer.

## Thema
De munt is ontworpen door Tine Melzer en maakt onderdeel uit van de serie over het Nederlandse UNESCO-erfgoed. Het is de tweede munt in deze serie, de eerste munt is het Grachtengordel Vijfje. Omdat de munt met UNESCO verbonden is staat ook het logo van die organisatie er op, binnen Europa valt de munt binnen het thema van het Europees Erfgoed, daarom staat de Europa-ster er ook op.

## Ontwerp
De munt toont aan beide zijdes een wereldkaart, de kaarten zijn vormgegeven in lijnen van vingerafdrukken. De afdrukken staan symbool voor het werelderfgoed als zijnde de erfenis van de mens. De afdrukken zijn echte vingerafdrukken: van de ontwerpster en haar familie.
Op de voorzijde is dat de Atlantische Oceaan met omringende werelddelen. In de oceaan is het naar rechts kijkende portret van koning Willem-Alexander geplaatst. 
Op de achterzijde zijn de werelddelen en landen rondom de Stille Oceaan afgebeeld. In de Stille Oceaan is, in lijnen, het Rietveld Schröderhuis afgebeeld.

## Specificaties
De specificaties van de circulatiemunt gelden ook voor de Eerste Dag Uitgifte. 
|           | Circulatie Vijfje       | Proof Vijfje            | Tientje              |
| --------- | ----------------------- | ----------------------- | -------------------- |
| Metaal:   | verzilverd koper        | zilver 925/1000         | goud 900/1000        |
| Gewicht:  | 10,5 gram               | 15,5 gram               | 6,72 gram            |
| Diameter: | 29 mm                   | 33 mm                   | 22,5 mm              |
| Oplage:   | 250.000                 | 12.500                  | 2.000                |
| Rand:     | * GOD * ZIJ * MET * ONS | * GOD * ZIJ * MET * ONS | Fijn geribbelde rand |

## Trivia
- De munt is de eerste herdenkingsmunt waarop koning Willem-Alexander als regerend vorst is afgebeeld. De koning staat ook op het Koningstientje, maar dat werd voor de inhuldiging geslagen.
- De ontwerpster van het Rietveld Vijfje is verantwoordelijk voor het ontwerp van het Grachtengordel Vijfje.[1]

Gulden herdenkingsmunten:

Dubbelkop 1980 · Unie van Utrecht · Voetbalvijfje

Nederlandse euro-herdenkingsmunten:

herdenkingsmunten van € 2: Erasmusmunt · Dubbelkop Beatrix-Willem-Alexander · 200 jaar koninkrijk

meerwaardeherdenkingsmunten:

Zilveren vijfjes: Vincent van Gogh Vijfje · Europamunt · Koninkrijksmunt · Vredes Vijfje · Belasting Vijfje · Australië Vijfje · Rembrandt Vijfje · Michiel de Ruyter Vijfje · Architectuur Vijfje · Manhattan Vijfje · Japan Vijfje · Max Havelaar Vijfje · Waterland Vijfje · Schilderkunst Vijfje · Muntgebouw Vijfje · WNF Vijfje · Tulpen Vijfje · Beeldhouwkunst Vijfje · Grachtengordel Vijfje · Vrede van Utrecht Vijfje · Rietveld Vijfje · Vredespaleis Vijfje · De Nederlandsche Bank Vijfje · Van Nelle Vijfje · Waterloo Vijfje · Wadden Vijfje · Jheronimus Bosch Vijfje · Stelling van Amsterdam Vijfje · Johan Cruijff Vijfje · Fanny Blankers-Koen Vijfje · Schokland Vijfje · Wageningen Universiteit Vijfje · Luchtvaart Vijfje · Beemster Vijfje · Market Garden Vijfje · Jaap Eden Vijfje

Zilveren tientjes: Huwelijksmunt · Geboortemunt · Jubileummunt · Koningstientje · Verjaardagstientje
Caribisch Nederland: BES-dollar (2011, 2013)